# La Mort de Sénèque (David)
Pour les articles homonymes, voir La Mort de Sénèque.
La Mort de Sénèque est une huile sur toile de Jacques-Louis David peinte en 1773.

## Contexte
C'est la troisième tentative du peintre pour obtenir le prix de Rome et son troisième échec. David se trouve en concurrence avec un autre tableau sur le même sujet (la mort de Sénèque) peint par Pierre Peyron, qui, lui, obtiendra le prix. Plus sobre, plus proche de l'« antique » et de  Poussin, Peyron est à la fois le rival et l'initiateur d'un nouveau classicisme dont David s'inspire en partie l'année suivante pour réaliser Érasistrate découvrant la cause de la maladie d’Antiochius.

## Description
Ce grand opéra « fragornardien » de David est à la fois baroque, élégant et pompeux. Plus riche en couleurs et en détails que son rival, il met en scène des personnages gesticulant à la manière de Boucher. Sénèque s'ouvrant les veines sur ordre de Néron a des gestes amples, tout comme les personnages de l'assistance qui manifestent leur effroi.